# Parting the Sea Between Brightness and Me
Parting the Sea Between Brightness and Me — второй студийный альбом американской пост-хардкор-группы Touché Amoré, выпущенный 7 июня 2011 года на лейбле Deathwish Inc.. Продюсером альбома выступил Эд Роуз, до этого работавший с группами The Get Up Kids и The Casket Lottery.
Альбом был положительно встречен критиками. На Metacritic он получил оценку 81/100 с вердиктом «Universal acclaim» (с англ. — «Всеобщее признание»).
Американская инди-фолк певица Жюльен Бейкер в интервью Stereogum утверждала, что слушала Parting the Sea Between Brightness and Me во время обучения в университете. Позже, в 2016 году, певица приняла участие в записи четвёртого альбома Touché Amoré Stage Four.

## Создание
Записью и продюсированием альбома занимался Эд Роуз в своей студии Black Lodge Recording в Эудоре. Альбом был записан за 5 дней. По словам вокалиста Touché Amoré Джереми Болма, Эд смог записать альбом ровно так, как хотелось группе, и звук получился «честным» и «сырым». Самому продюсеру больше всего на альбоме понравилась песня «The Great Repetition».
Для продвижения альбома группа каждую неделю в блоге гитариста Ника Стейнхардта выпускала по кусочку обложки альбома. Также до выпуска альбома были представлены песни «Amends», «Home Away from Here» и «~».

## Рецензии
| Совокупная оценка | Совокупная оценка |
| Источник          | Оценка            |
| ----------------- | ----------------- |
| Metacritic        | 81/100            |
| Оценки критиков   |                   |
| Источник          | Оценка            |
| Rock Sound        | 9/10              |
| Drowned in Sound  | 8/10              |
| Sputnikmusic      | [ 10 ]            |

Альбом был тепло принят критиками. На Metacritic он получил оценку 81/100, а также завоевал 92 строчку в рейтинге лучших альбомов 2011 года.
Тим Ньюбанд из Rock Sound заявлял, что редакция журнала была «немного ошарашена» работой квинтета. Он писал, что вокал Джереми Болма звучит так, будто он «скоро выкрикнет внутренние органы в попытке раскрыть свою душу». Кайл Эллисон с сайта Drowned in Sound назвал группу «мастерами миниатюрных эпосов», заявив, что их музыка оставляет большой эмоциональный след и заставляет слушать альбом на одном дыхании. Тем не менее он обратил внимание на скрим, который, по его мнению, перегрузил мелодичный альбом.
Хуже об альбоме отозвался Iluvatar с сайта Sputnikmusic, который, однако, также назвал альбом хорошей записью. Он писал, что после первых трёх песен, являющихся сильной частью альбома, запись переживает личностный кризис, и сокращение длин песен с пяти минут до двух лишь делает песни «однородными». По его словам, как альбом заканчивается, слушатель остаётся с мыслями, что «всего было слишком много, всё было слишком быстро и что-то точно было потеряно».
Rock Sound поставил альбом на шестое место в списке лучших альбомов 2011 года.

## Список композиций
| №                   | Название               | Длительность |
| ------------------- | ---------------------- | ------------ |
| 1.                  | «~»                    | 1:29         |
| 2.                  | «Pathfinder»           | 1:06         |
| 3.                  | «The Great Repetition» | 1:48         |
| 4.                  | «Art Official»         | 1:39         |
| 5.                  | «Uppers/Downers»       | 1:06         |
| 6.                  | «Crutch»               | 1:11         |
| 7.                  | «Method Act»           | 1:53         |
| 8.                  | «Face Ghost»           | 2:21         |
| 9.                  | «Sesame»               | 1:06         |
| 10.                 | «Wants/Needs»          | 1:50         |
| 11.                 | «Condolences»          | 1:48         |
| 12.                 | «Home Away from Here»  | 1:50         |
| 13.                 | «Amends»               | 1:45         |
| Общая длительность: | Общая длительность:    | 20:48        |

## Чарты
| Чарт (2011)                  | Высшая позиция |
| ---------------------------- | -------------- |
| Billboard Heatseekers Albums | 16             |
| Billboard Vinyl Albums       | 2              |

## Участники записи
Данные взяты с сайта AllMusic.
| - Джереми Болм — вокал - Тайлер Кирби — бас-гитара, бэк-вокал - Ник Стейнхардт — гитара - Клейтон Стивенс — гитара - Эллиот Бабин — ударные, пианино | - Эд Роуз — продюсирование, инженеринг, сведение - Карл Сафф — мастеринг - Райан Айлсуорт — фотография - Ник Стейнхардт — дизайн |